# Premio Alemán de Literatura Juvenil
El premio Alemán de Literatura Juvenil (Deutscher Jugendliteraturpreis) es un galardón literario alemán que destaca una obra literaria destinada al público juvenil e infantil. Creado en 1956, se entrega cada año en una ceremonia en la Feria del Libro de Fráncfort, en octubre.

## Premiados
- 1956 : Mio, min Mio, de Astrid Lindgren.
- 1960 : Mi abuelo y yo de James Krüss.
- 1961 : Jim Botón y Lucas el maquinista, de Michael Ende.
- 1963 : la Isla de Los delfines azules, de Scott O'Dell.
- 1964 : En der groeten van Elio, de Miep Diekmann, ilustraciones de Jenny Dalenoord.
- 1969 : La cabra Zlateh y otros relatos, de Isaac Bashevis Singer.
- 1971 : El León Leopoldo, de Reiner Kunze.
- 1972 : Krabat, de Otfried Preußler.
- 1973 : El rey de los pepinos, de Christine Nöstlinger.
- 1974 : Cuando Hitler robó el conejo rosa, de Judith Kerr.
- 1975 : el Nacimiento de una catedral, de David Macaulay, y Julie de los lobos, de Jean Craighead George.
- 1976 : Oma, de Peter Härtling y Los Tutores, de Samuel Youd.
- 1977 : La Reducción de Treehorn de Edward Gorey y Florencia P. Heide.
- 1979 : Todo es tan bonito en Panamá, de Janosch
- 1980 : Johanna, de Renate Welsh.
- 1983 : Ganesh, de Malcolm Bosse.
- 1984 : El hijo del domingo, de Gudrun Mebs.
- 1985 : Los visitantes que llegaron para quedarse, de Anthony Browne y Annalena Mcafee, y El gran gigante bonachón, de Roald Dahl.
- 1986 : Voy a por ti!,  de Tony Ross.
- 1987 : Dos Monstruos, de David McKee, y Briefe an die Königin der Nacht, de Inger Edelfeldt
- 1988 : Muere Wolke, de Gudrun Pausewang
- 1989 : Samuel Tillerman, de Cynthia Voigt.
- 1990 : Jan, mi amigo, de Pedro Pohl
- 1992 : Pequeño hombre blanco, de David Dominic Mwangi, y Linsen, Lupen und magische Skope, de Pelle Eckerman y Sven Nordqvist.
- 1993 : Das Bärenwunder, de Wolf Erlbruch, Hunden som, saltó palabra stjärna, de Henning Mankell, y Jack, de A. M. Homes.
- 1994 : El mundo de Sofía, de Jostein Gaarder.
- 1995 : John Chatterton detective, de Yvan Pommaux.
- 1996 : Winterbucht, de Mats Wahl.
- 1997 : Tú grande y yo pequeño, de Grégoire Solotareff.
- 1998 : Premio especial a Peter Hacks.
- 1999 : Hermanos por Ted van Lieshout, y el. Tíbet. Das Geheimnis der roten Schachtel de Peter Sís.
- 2001 : Premio especial a Peter Härtling.
- 2001 : Schreimutter, de Jutta Bauer.
- 2003 : Premio especial a Wolf Erlbruch.
- 2004 : Leyendas de los Otori, de Gillian Rubinstein.
- 2005 : Polococktail Parte de Dorota Masłowska.
- 2007 : yo soy el Mensajero por Markus Zusak.
- 2008 : Simple por Marie-Aude Murail, y Solo en caso de que, por Meg Rosoff.
- 2009 : Cuentos de los suburbios distantes, de Shaun Tan.